# Pantianom
Pantianom is een bestuurslaag in het regentschap Pekalongan van de provincie Midden-Java, Indonesië. Pantianom telt 1751 inwoners (volkstelling 2010).